# Tour of Thailand
Il Tour of Thailand (การแข่งขันจักรยานทางไกลนานาชาติ ทัวร์ ออฟ ไทยแลนด์), noto ufficialmente come Princess Maha Chakri Sirindhon's Cup Tour of Thailand, è una corsa a tappe maschile di ciclismo su strada che si svolge ogni anno ad aprile in Thailandia. È inserito nel calendario dell'UCI Asia Tour come gara di classe 2.1 (2.2. fino al 2016).

## Albo d'oro
Aggiornato all'edizione 2025.
| Anno | Vincitore             | Secondo                 | Terzo                 |
| ---- | --------------------- | ----------------------- | --------------------- |
| 2006 | Li Fuyu               | Hossein Askari          | Stephen Gallagher     |
| 2007 | Ahad Kazemi           | Tonton Susanto          | Hossein Jahanbanian   |
| 2008 | Alex Coutts           | Erik Hoffmann           | Björn Papstein        |
| 2009 | Andrew Bajadali       | Puchong Sai-Udomsin     | Jonathan Lovelock     |
| 2010 | Kiel Reijnen          | Nicholas White          | Deon Locke            |
| 2011 | Tobias Erler          | Miyataka Shimizu        | Brad Hall             |
| 2012 | Mitchell Lovelock-Fay | Muradjan Halmuratov     | David Edwards         |
| 2013 | Choi Ki Ho            | William Walker          | Yasuharu Nakajima     |
| 2014 | Yasuharu Nakajima     | Cheung King Lok         | Francisco Mancebo     |
| 2015 | Yasuharu Nakajima     | Kōhei Uchima            | Cheung King Lok       |
| 2016 | Benjamin Hill         | Žandos Bižigitov        | Siu Wai Ko            |
| 2017 | Evgenij Gidič         | Ma Guangtong            | Alan Marangoni        |
| 2018 | Benjamin Dyball       | Artëm Ovečkin           | Thomas Lebas          |
| 2019 | Ryan Cavanagh         | Marcos García Fernández | Thomas Lebas          |
| 2020 | Nikodemus Holler      | Sarawut Sirironnachai   | Valentin Midey        |
| 2021 | Jambaljamts Sainbayar | Adne van Engelen        | Sarawut Sirironnachai |
| 2022 | Alan Banaszek         | Yuma Koishi             | Raymond Kreder        |
| 2023 | Tegshbayar Batsaikhan | Jambaljamts Sainbayar   | Yuma Koishi           |
| 2024 | Adne van Engelen      | Thanakhan Chaiyasombat  | Anatolij Budjak       |
| 2025 | Alexander Salby       | Simon Pellaud           | Lorenzo Quartucci     |

## Statistiche

### Vittorie per nazione
| Pos. | Nazione       | Vittorie (Vincitori) |
| ---- | ------------- | -------------------- |
| 1    | Australia     | 4 (4)                |
| 2    | Germania      | 2 (2)                |
| 2    | Giappone      | 2 (1)                |
| 2    | Mongolia      | 2 (2)                |
| 2    | Stati Uniti   | 2 (2)                |
| 6    | Cina          | 1 (1)                |
| 6    | Gran Bretagna | 1 (1)                |
| 6    | Hong Kong     | 1 (1)                |
| 6    | Iran          | 1 (1)                |
| 6    | Kazakistan    | 1 (1)                |
| 6    | Polonia       | 1 (1)                |
| 6    | Paesi Bassi   | 1 (1)                |
| 6    | Danimarca     | 1 (1)                |